# مدیسون دیش
مدیسون دیش (به انگلیسی: Madison Desch) ژیمناست زادهٔ ۲۵ اوت ۱۹۹۷ میلادی اهل کشور ایالات متحده آمریکا است.